# Coleophora euryaula
Coleophora euryaula é uma espécie de mariposa do gênero Coleophora pertencente à família Coleophoridae.